# Morbakka
Morbakka is een geslacht van neteldieren uit de familie van de Carukiidae.

## Soorten
- Morbakka fenneri Gershwin, 2008
- Morbakka virulenta (Kishinouyea, 1910)